# Dieu et le chameau
Pour plus de détails, voir Fiche technique et Distribution.
Dieu et le chameau (titre original allemand : Nicht ganz koscher: Eine göttliche Komödie, en français : Pas tout à fait cascher, une divine comédie), est un film allemand réalisé par Stefan Sarazin et Peter Keller en 2022.

## Synopsis
En Égypte, la petite communauté juive d'Alexandrie ne compte plus que neuf hommes adultes : le minian, soit le quorum de dix hommes  nécessaire à la récitation des prières les plus importantes des célébrations juives, n'est donc plus atteint.
Ben, un juif orthodoxe originaire de Brooklyn, doit rejoindre les derniers juifs d'Alexandrie pour réciter et célébrer le Pessa'h, sans quoi la communauté cessera d'exister.
À peine débarqué en Israël, Ben rate son vol pour l'Égypte puis se retrouve expulsé d'un bus en plein désert du Sinaï. Il y fait la rencontre d'Adel, un Bédouin qui dans la vieille voiture est à la recherche de son chameau.
Au fil de l'histoire, on se prend au jeu des deux personnages juifs et musulmans traversant le désert du Sinaï que tout oppose, lorsque l'un assène à l'autre : " deux hommes qui ont partagé leur repas ne se combattront plus"
Le générique ajoute : 
" Brisant les barrières politiques culturelles et culinaires, le resto sans nom d'Adel et de Ben, mélange unique de cuisine arabe et yiddish, est une expérience gastronomique hors normes entre Tanger et Bagdad..."
Au menu : carpe farcie de Ben ! Humour fin sur fond de fable...

## Distribution
- Luzer Twersky : Ben
- Hitham Omari : Adel
- Makram Khoury : Gaon
- Raida Adon : Ada
- Riyad Sliman : Ari
- Sinai Peter : Yechiel
- Yussuf Abu-Warda : le préfet
- Josh Sagie : le chauffeur de taxi

## Réception critique
Dans Télérama, Frédéric Strauss parle d'« une fable éclairée entre la religion juive et la religion musulmane ».
Pour le magazine TV Grandes Chaînes, le film « se joue des différences pour mieux nous servir en situations cocasses, sans tomber dans les clichés ou les poncifs des buddy movies ».

## Diffusion
En France et en Belgique, le film est diffusé le 17 mai 2024 sur Arte.